# 胡得鏘
胡得鏘（1949年12月—2014年7月9日），臺灣彰化縣鹿港鎮人，高職教師退休後作皮件商，陸續在桃園、南投開設社福機構，與臺灣中油合作輔導心智障礙者就業，創立臺灣第一間專照料老年智能不足者的老人院。

## 生平紀事

### 教師與商人
1949年12月，胡得鏘出生於彰化鹿港，為家中長子，善珠心算。1963年，他於第三屆全國珠算比賽國校兒童初級組取得第一名。考上彰化高商後，師從珠算教師陳碧玉，珠算比賽屢屢奪冠，成為校內知名人物，還曾在鹿港街頭遊街慶賀。
胡得鏘高商畢業後，擔任高職教師，以珠心算專長培育學生。五十歲時退休，與妻子謝秀琴創專營各類皮件皮飾。
苗栗縣獅潭鄉仙山靈洞宮總幹事甘順發，為開闢紅毛館山段的縣道124號，去協調地主，獲胡得鏘無償捐出一公頃土地開路，兩人因此結為好友。

### 投入社會服務

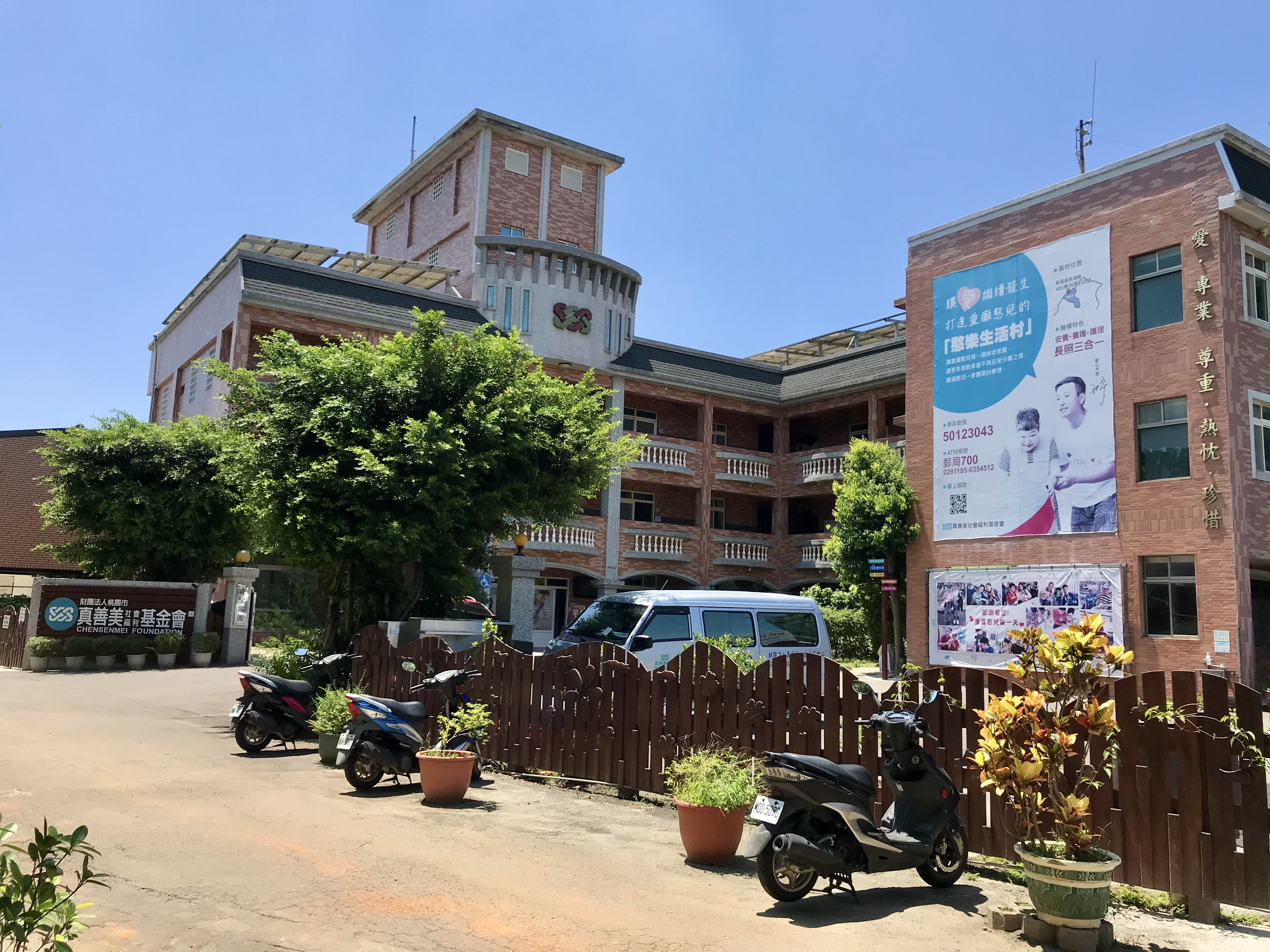
真善美啟能發展中心

1998年，胡得鏘在桃園縣中壢市龍昌里創辦仁安啟智教養院（真善美啟能發展中心）。夫妻倆把退休金拿來照顧喜憨兒，從生活自理訓練、外出到洗車場工作、訓練他們組成啦啦隊表演團體等。甘順發為感謝當初捐地義舉，主動發起募捐，每年捐助白米給院方。一次，有收集假髮的藝人藍心湄在其主持的中國電視公司綜藝節目《冠軍家庭TV SHOW》見到一名長髮及膝的少女張雅育，好奇詢問下，才知是要作假髮義賣捐給仁安啟智教養院，便以新臺幣三萬元買下長髮。
胡得鏘曾說，喜憨兒約從四十五歲開始老化，在父母逐漸老化、經濟能力減弱、照顧需求增加情況下，家庭整體功能衰退，衍生社會問題。因此九二一地震後，他計畫於南投市設立一間專供中臺灣高齡心智障礙者及重度腦性麻痺患者的德安啟智教養院。但此舉遭到三和里居民以會影響環境及生活品質、房地產下跌等理由反對，2000年6月25日先以車隊抗議後，次日至南投市中興路791巷廣場搭設帳篷，篷內佈滿白布條，施壓提供院地的南投縣議員何基德。次年，院所建立，獲南投縣政府補助新臺幣卅萬元，並只收智能不足的兒童與青少年。2002年11月1日，三、四十名三和、嘉和里民到南投縣政府大門口抗議此教養院。因地方法律規定補助人民團體最高不得超過新臺幣兩萬元，前南投縣縣長彭百顯及前南投縣政府社會局局長賴忠政遭檢舉，被移送法辦。
胡得鏘於2002年再成立仁友愛心家園，院地是承租於桃園市大溪區，以收容重度癱瘓人士為主。

### 職訓智能不足
真善美啟能發展中心歷任多位院長，從早期傳統教養院模式轉變成以職業訓練為導向，至2005年初已有近四十位院生在中油、全國加油站及豆腐工廠和自助餐店工作。受限於法令，收容人數已額滿，遂同年2月2日，胡得鏘再捐出近千坪價值三千萬元的土地以擴充空間。
真善美啟能發展中心在與中油合作六年後，雙方進一步提案成立愛心加油站。2007年在胡得鏘與中油合作下，成立桃竹苗第一家專門僱用心智障礙者的愛心加油站——台灣中油茄苳加油站。此加油站在八德區的衛生福利部桃園醫院對面、臺1線旁。2010年報導時，全臺灣六百六十座中油加油站中，該站是唯一完全由喜憨兒負責的直營站，由他們經營後，更擺脫評比最低的C級，成為最佳的A級。
中華民國內政部、桃園縣政府、中壢市公所都曾想頒獎表揚胡得鏘，卻一一被婉拒。2008年4月28日，妻子謝秀琴因照料真善美啟能發展中心七十多名院童的貢獻，獲中壢市長葉步樑表揚為模範母親。
2009年，胡得鏘為統合所屬機構，設置真善美社會福利基金會。2012年6月16日，歷經七年籌畫，臺灣第一所專為老年智能不足著打造的真善美家園第一期工程落成，副總統吳敦義、桃園縣長吳志揚剪綵。該年7月24日，胡得鏘長子胡川安結婚時，將一百零八萬禮金全數捐出給真善美家園。
2014年7月9日下午，胡得鏘因腹膜癌併發多重器官衰竭，於萬芳醫院辭世。謝秀琴遵循先生照顧憨兒的遺志，擴建提供全日住宿的老憨兒家園，2016年12月22日在中華大同行善會推薦下，獲頒好人好事代表。該年，仁友愛心家園則因租約將到期，開始籌募遷至新屋區。真善美家園則於2019年1月12日終於正式完成全區使用。
胡得鏘去世後，甘順發依然號召繼續捐米給真善美啟能發展中心，至2020年已超過三萬五千台斤。

## 外部連結
- 真善美社會福利基金會
- 真善美社會福利基金會的Facebook專頁